# Jack Sprite vs. the Crimson Ghost
Jack Sprite vs. the Crimson Ghost is een videospel dat werd ontwikkeld door PF.Magic en uitgegeven door Older Games. Het spel is een actiespel en kwam in 2002 uit voor het platform Philips CD-i. 